# Сёдерблум, Арвид
Арвид Сёдерблум (швед. Arvid Söderblom; род. 19 августа 1999, Гётеборг) — шведский профессиональный хоккеист, вратарь клуба национальной хоккейной лиги «Чикаго Блэкхокс» (с 2021 года). Игрок сборной Швеции по хоккею с шайбой.

## Клубная карьера
Арвид является воспитанником шведского хоккейного клуба «Фрёлунда».
13 мая 2021 года Сёдерблум подписал двухлетний контракт с командой «Чикаго Блэкхокс» из НХЛ.
1 января 2022 года Сёдерблум дебютировал в НХЛ в матче против «Нэшвилл Предаторз». В этом поединке пропустил три шайбы после 18 бросков в проигранном матче со счётом 6:1. 2 января дебютировал в домашнем матче против «Калгари Флэймз». Пропустил четыре шайбы после 41 броска в проигранном матче со счётом 5:1. Начиная с сезона 2023/2024 годов регулярно выходил в составе «Чикаго Блэкхокс».
Младший брат Сёдерблума, Элмер, является профессиональным хоккеистом и играет за «Детройт Ред Уингз» в НХЛ.

## Карьера в сборной
В 2015 и 2016 годах привлекался в различные юношеские сборные Швеции.
В 2025 году Арвид Сёдерблум был включен в состав первой сборной для участия в домашнем чемпионате мира, который проходил в двух странах.